# سيدريك سميث
سيدريك سميث (بالإنجليزية: Cedric Smith)‏ هو لاعب كرة قدم أمريكية أمريكي، ولد في 27 مايو 1968 في إنتربرايز في الولايات المتحدة.

## وصلات خارجية
- سيدريك سميث على موقع مرجع كرة القدم المحترفة.كوم (الإنجليزية)